# Cylindrepomus enganensis
Cylindrepomus enganensis là một loài bọ cánh cứng trong họ Cerambycidae.